# I-wish you were here-
『i-wish you were here- あなたがここにいてほしい』は、2001年に制作された日本のアニメ作品。全4話。アニメ業界初の試みとして、アニメイトによるブロードバンド番組配信サービスアニメイトTVでインターネットストリーミング放送が行われた作品でもある。また、gooでもストリーミング放送していた（gooでは各エピソードをさらに4分割していた）。
なお、キッズステーションでも一時期アニメぱらだいす内など、深夜帯に放送されたことがある。

## あらすじ
ある日、宇宙から人間をモンスターに変えるウイルス「M34」が飛来し、国連は対抗組織「CURE」を設立して感染者の駆除にあたっていた。
「CURE」の人体強化兵部隊である「NOA」の田宮ユウジは、ある月夜にアイという少女と出会い、互いに惹かれあう。

## 登場人物
田宮ユウジ
声：オダギリジョー
本作の主人公。「CURE」の人体強化兵部隊「NOA」のエース。
アイ
声：田村ゆかり
本作のヒロイン。一見すると人間の少女だが、その正体は「CURE」が開発した対ウイルス最終兵器。
工藤甫
声：玄田哲章
タオ
声：朴璐美
光石操
声：三石琴乃
百目鬼
声：郷里大輔
在武
声：飛田展男
黒澤
声：平尾仁
金城
声：小西克幸
チャンプア
声：平田広明
巽真治
声：山岸功

## スタッフ
- 原作 - GONZO
- 監督 - 水島精二
- シリーズ構成 - 高橋ナツコ
- SF設定 - 堺三保
- キャラクター原案 - 松本嵩春
- キャラクターデザイン・総作画監督 - 大島康弘
- メカ・クリーチャーデザイン - 海老川兼武
- ナノマシンウイルスデザイン - 宮尾佳和
- 美術監督 - 小倉一男
- 色彩設計 - 三橋曜子
- 撮影監督 - 本山修（#1）、石黒晴嗣（#2・#3・#4）
- 3Dディレクター - ソエジマヤスフミ（#1・#3・#4）、大野克尚（#2・#3・#4）
- 編集 - 大竹弥生
- 音楽 - 川井憲次
- 音響監督 - 鶴岡陽太
- プロデューサー - 山森篤、三木靖城、池口和彦、石川学
- アニメーション制作 - GONZO、ディジメーション
- 製作 - メディアファクトリー、G.D.H.

## 主題歌
エンディングテーマ「Lunatic Trance 〜静かなる絶叫〜」
作詞・作曲 - 円谷一美 / 編曲・歌 - en avant

## 各話リスト
| 話数  | サブタイトル | 脚本                       | 絵コンテ                       | 演出         | 作画監督   |
| ----- | ------------ | -------------------------- | ------------------------------ | ------------ | ---------- |
| Epi.1 | encounter    | 高橋ナツコ                 | うえだしげる 神戸洋行 水島精二 | うえだしげる | 大島康弘   |
| Epi.2 | farewell     | 石川学                     | 鈴木吉男                       | 則座誠       | 田頭しのぶ |
| Epi.3 | notice       | 高橋ナツコ                 | 都留稔幸                       | 鈴木吉男     | 佐藤陽子   |
| Epi.4 | presence     | 高橋ナツコ 中村寛之 堺三保 | うえだしげる                   | うえだしげる | 大島康弘   |

## 参考資料
- GONZOの秋の新作アニメ「i -wish you were here-」、TV放送より早くネットで公開。第一話は10月12日から配信 RBBTODAY 2007年10月25日閲覧